# Museo di arte sacra (Montespertoli)
Il museo di arte sacra è un museo specializzato nell'arte sacra che si trova nel comune di Montespertoli, nella Città metropolitana di Firenze.

## Storia
Il museo di arte sacra di Montespertoli è stato inaugurato nel 1996, a seguito di una convenzione tra il Comune e il Vicariato Foraneo di Montespertoli.
Nello stesso anno vari spazi espositivi dello stesso tipo sono stati aperti in tutta la Valdelsa, rappresentando una delle prime applicazioni italiane del concetto di museo diffuso. Questo modello, che prevede la conservazione e la protezione dei beni quanto più possibile vicino alla sede originale, si propone come alternativa alla visione museale tradizionale secondo cui, per motivi di sicurezza e di organizzazione, era normale concentrare in grandi musei cittadini il patrimonio artistico di un'ampia area. In questo modo è stato possibile restituire a diversi territori opere che avevano lasciato la loro sede originaria e documentare sul posto la produzione locale, anche per sottolineare la relazione che intercorre tra l'opera e l'ambiente culturale in cui è stata creata.
Dal 2005 il museo fa parte di un circuito di centri espositivi denominati Piccoli Grandi Musei, a cui aderiscono anche i centri espositivi di Castelfiorentino, Certaldo, Empoli, Fucecchio e San Vivaldo.
Dal 2021 il museo partecipa anche al progetto Terre degli Uffizi, organizzato dalla Galleria degli Uffizi, nato con l'obiettivo di valorizzare l'arte toscana presentando nei piccoli centri espositivi sparsi sul territorio le opere dei depositi degli Uffizi.

## Struttura

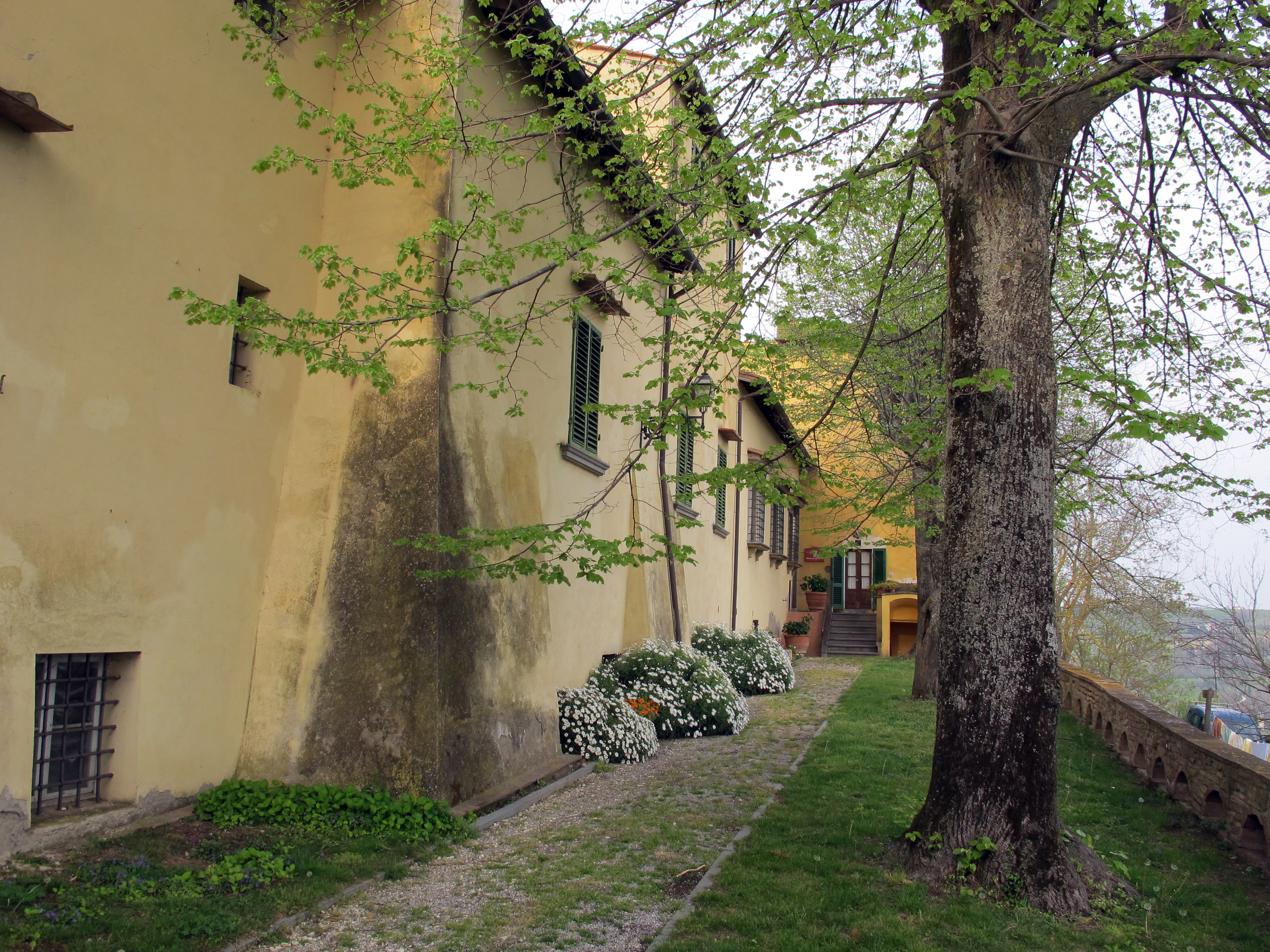
L'ingresso

Il museo d'arte sacra di Montespertoli si trova all'interno della canonica della pieve di San Piero in Mercato, e presenta due ingressi: uno nel giardino antistante la chiesa, e l'altro, usato come principale in occasione delle mostre di Terre degli Uffizi, in un cortile interno sul lato destro della chiesa.

## La collezione
La raccolta del museo proviene da diverse fonti locali: dalla pieve di San Piero in Mercato, che è adesso sede del museo, dalle chiese minori dipendenti dalla pieve, o suffraganee, e dalle chiese di altri due pivieri, antiche giurisdizioni ecclesiastiche.
Il territorio dei pivieri storici si sovrappone quasi completamente a quello del moderno Comune di Montespertoli. Ciò ha permesso di raccogliere le opere in modo unitario.

## Percorso espositivo
Il percorso espositivo ripropone la suddivisione per pivieri storici. Nelle singole sale infatti sono state inserite le opere provenienti dalle chiese dello stesso piviere, presentando questi raggruppamenti ecclesiastici come unità storico-culturali a sé stanti. Le chiese di ogni piviere hanno infatti avuto per secoli stretti rapporti e molte opere hanno avuto trasferimenti da una chiesa suffraganea all'altra o alla chiesa matrice; dipinti, sculture, argenterie e arredi sono quindi stati raggruppati rispettando questa divisione.
È stata invece realizzata una sezione speciale per i paramenti e i manoscritti, a causa delle condizioni di luce e di temperatura necessarie a garantire la conservazione degli oggetti esposti.
L'ingresso ospita un affresco staccato di scuola fiorentina (XV secolo) che rappresenta Sant'Antonio abate.

### Sala 1 o "Salone"

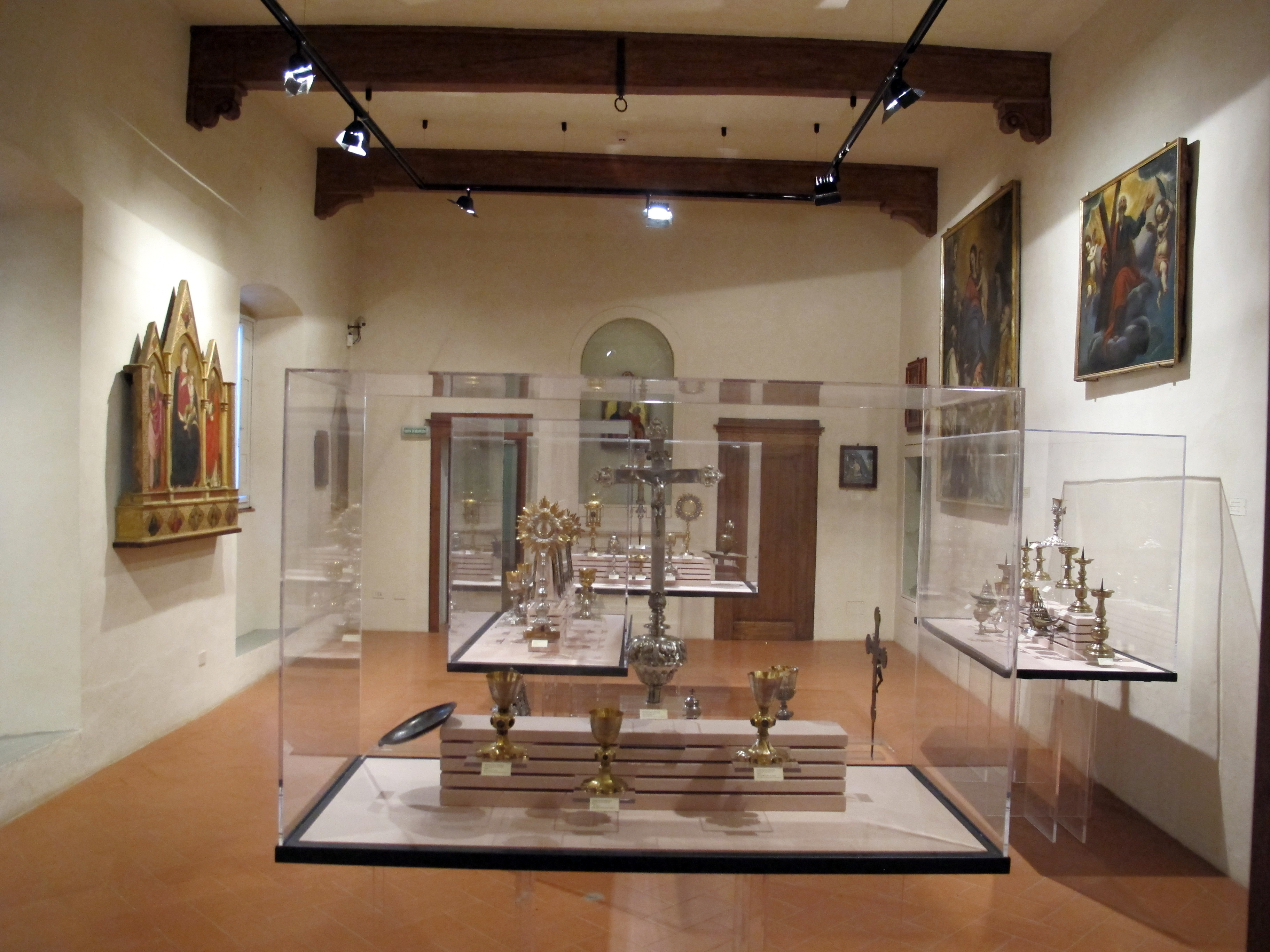
La sala 1 o "Salone"

Il Salone d'ingresso ha pareti intonacate con sobrie decorazioni novecentesche di vedute, stemmi di pievani e cardinali e ospita opere provenienti dalla pieve di San Piero in Mercato e dalle chiese del suo piviere (San Michele a Mogliano, San Lorenzo a Montegufoni, Santa Maria a Mensola e San Giusto a Montalbino). La sala raccoglie anche la maggior parte dei dipinti raccolti nel museo, che rappresentano diverse fasi dell'arte toscana dal Trecento al Settecento. Tra questi, il più noto è la tavola con la Madonna col Bambino proveniente dalla Chiesa di San Lorenzo a Montegufoni, già nella cappella delle Calvane o della Madonna della Neve. La tavola è attribuita a Lippo di Benivieni e risale agli anni attorno al 1325.
Tra le altre opere del periodo medievale sono presenti sono presenti una Madonna col Bambino tra santa Lucia e san Giusto di Cenni di Francesco,  proveniente dalla Chiesa di San Giusto a Montalbino, datata 1400; una Madonna col Bambino di Andrea di Giusto, proveniente dalla Chiesa di Santa Maria a Mensola, poi Chiesa di San Giusto a Montalbino, e risalente al quinto decennio del secolo XV; una Madonna col Bambino in trono e i santi Antonio abate e Giuliano martire, di Neri di Bicci, proveniente dalla Pieve di San Piero in Mercato, già in San Michele a Mogliano, dell'ottavo decennio del secolo XV. È inoltre esposta una terracotta invetriata policroma della bottega di Andrea Della Robbia che raffigura San Girolamo nel deserto.

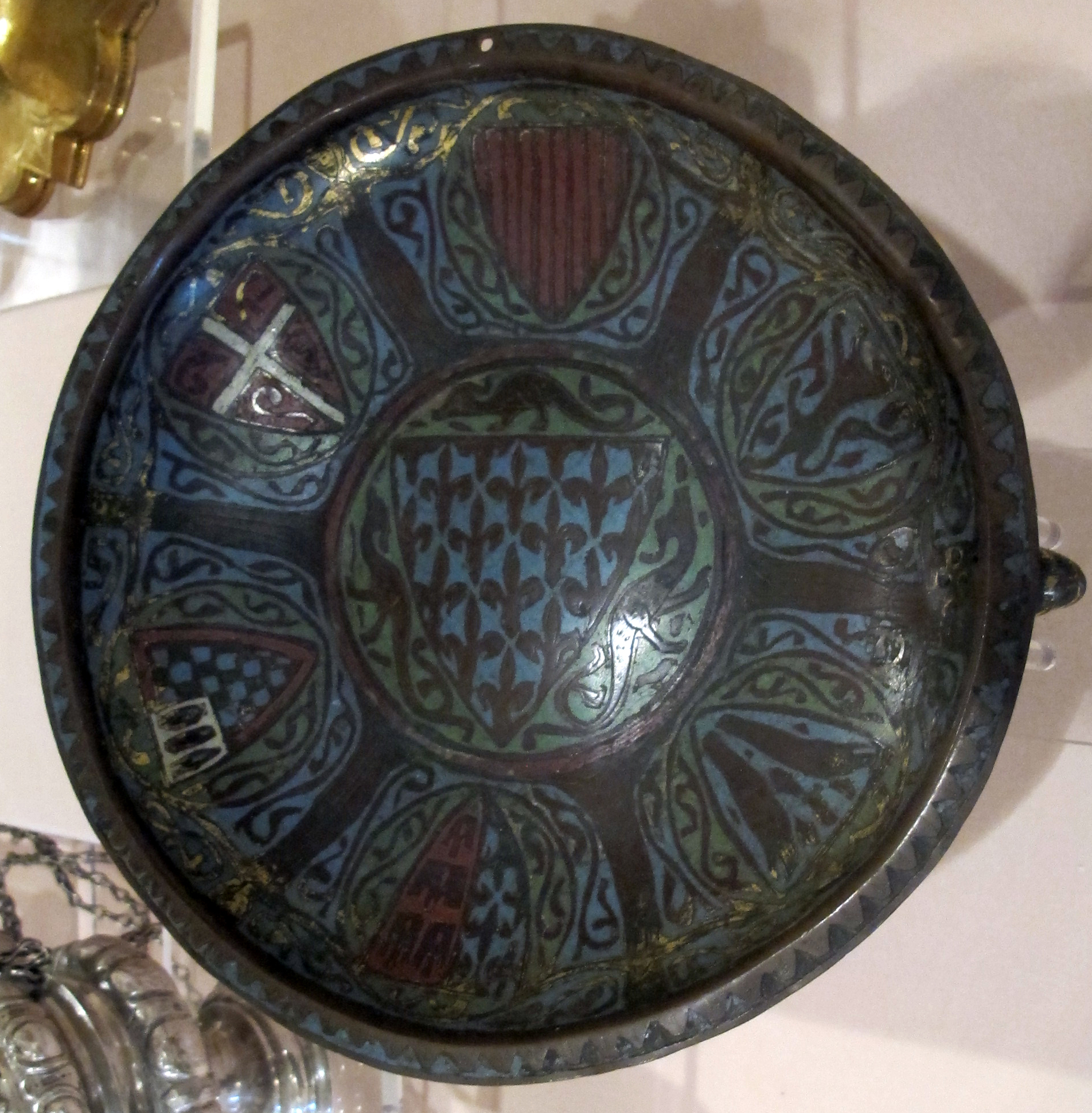
Gemellion di manifattura francese del XIII secolo, proveniente da San Lorenzo a montegufoni, con rame e smalti

L'età moderna è rappresentata da una tavola di scuola fiorentina raffigurante la Vergine col Bambino tra i santi Martino e Sebastiano, proveniente dalla chiesa di San Martino a Manzano e attribuita ai primi decenni del secolo XVI; una più tarda Madonna col Bambino e santi,  di maniera cretese; una tela di Antonio Pucci con Madonna col Bambino e i santi Antonio da Padova, Simone Stock, Santa Maria Maddalena dei Pazzi e San Filippo Neri, proveniente dalla pieve di San Piero in Mercato, datata 1720; e la tavola raffigurante Sant'Andrea in gloria e due angeli di Domenico Pugliani, proveniente dalla pieve di San Piero in Mercato, del 1646 circa.
Nella sala sono inoltre presenti vetrine che presentano arredi sacri realizzati dal Mediovo all'Ottocento, inclusi alcuni calici quattrocenteschi provenienti dalla chiesa di Bagnolo, Manzano e Montegufoni, più altri oggetti di argenteria romana donati dalla famiglia degli Acciaioli. Tra le orificerie il pezzo più raro è un gemellion d'arte limosina del XIII secolo: una coppa medievale di fabbricazione francese, che deve il suo nome al fatto che veniva prodotta in due esemplari, che dovevano contenere l'acqua per il lavacro delle mani.
Sulla porta è collocato il busto di un sacerdote. Si ritiene che si tratti del pievano Antonio Galli, che nel 1876 si occupò del restauro della chiesa e della canonica.

### Sala 2 o "Sala Verde"

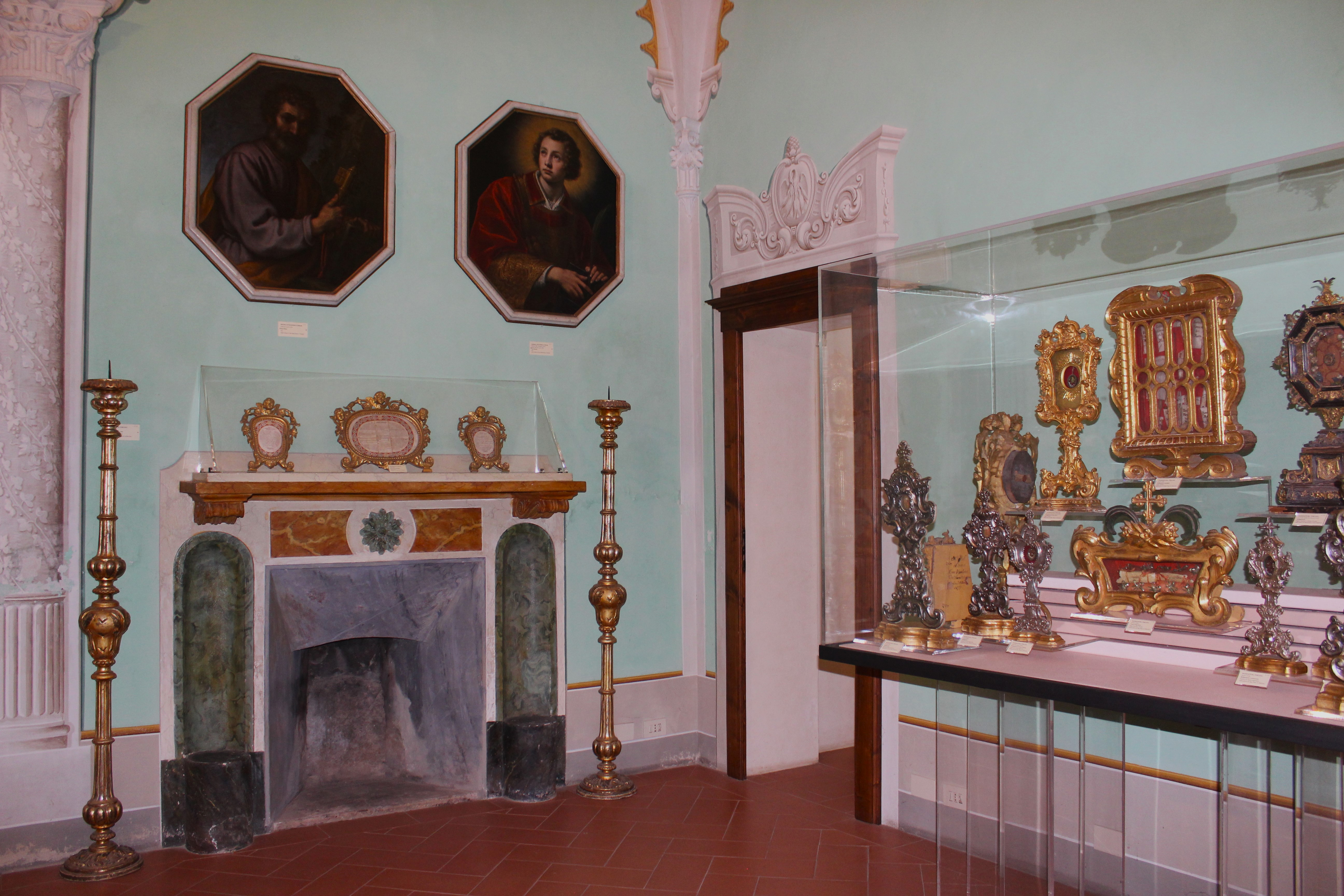
Sala Verde

La seconda sala del museo è chiamata anche Sala Verde a causa del colore delle sue pareti. Presenta decorazioni del soffitto a raggiera dipinte in bianco avorio con sfumature grigie; sul soffitto si trova anche lo stemma del pievano Antonio Galli. Le altre decorazioni della sala comprendono finiti pennacchi dipinti on motivi floreali e conchiglie. Gli architravi delle porte e i medaglioni arricchiti da volute e riccioli presentano simboli iconografici delle Virtù teologali e la raffigurazione di un pellicano (simbolo del sacrificio di Cristo nella simbologia allegorica cristiana). La sala comprende per la quasi totalità opere provenienti dalle chiese di Santa Maria a Torre e di San Bartolomeo a Tresanti, suffraganee del piviere di San Piero in Mercato. Sono qui esibiti dipinti più tardi, del Seicento e Settecento, in maggioranza eseguiti da pittori della corrente artistica fiorentina. Tra questi si trovano due ottagoni: uno con un San Pietro ascrivibile a Domenico Frilli Croci, l'altro, a pendant, con San Lorenzo, attribuibile a Matteo Rosselli, entrambi provenienti dalla chiesa di Tresanti. In sala è anche una Assunta coi Santi Francesco e Carlo Borromeo di Domenico Frilli Croci, firmata e datata 1614 e un'Adorazione dei Magi di Niccolò Bambini provenienti questii dalla Chiesa di Santa Maria a Torre.

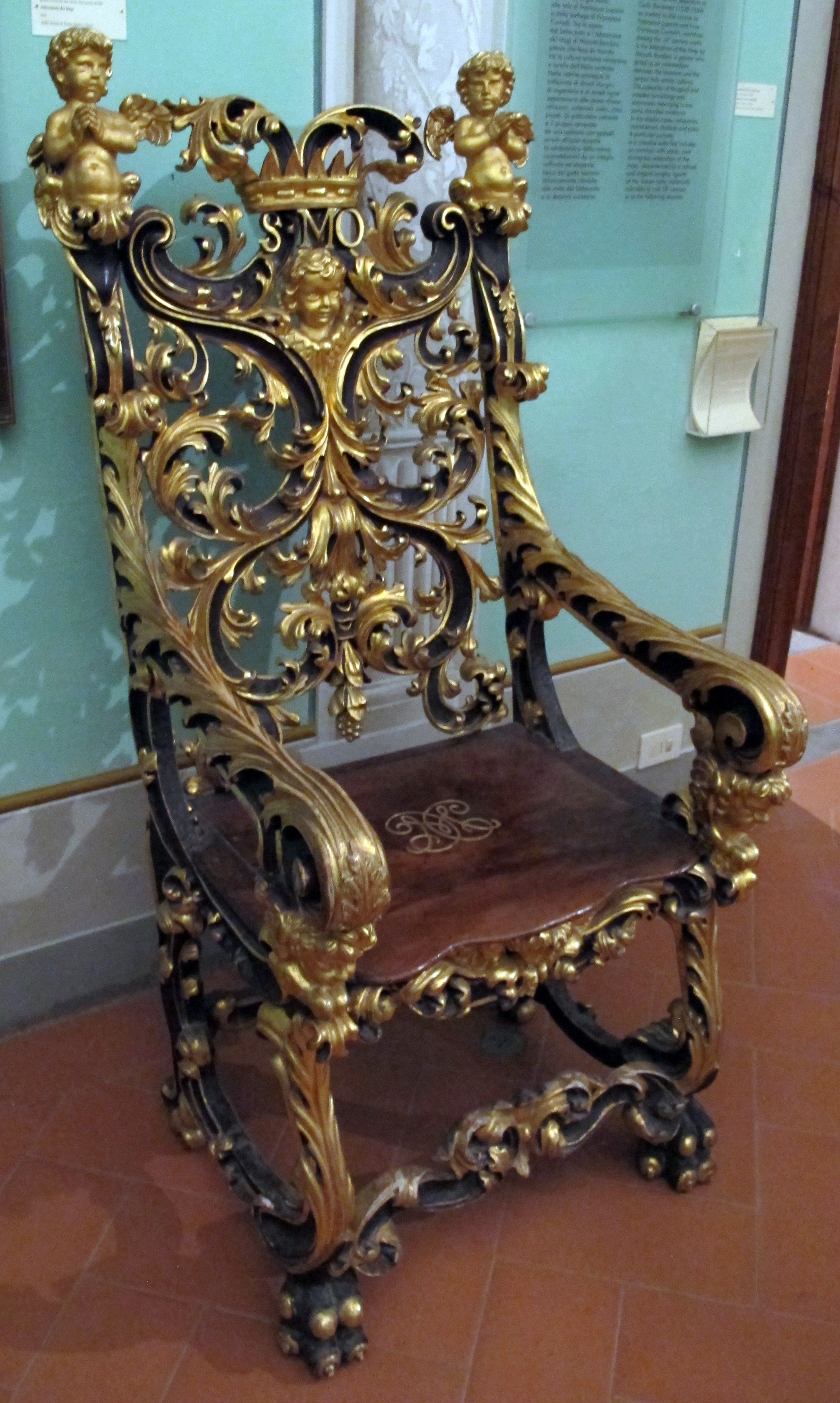
Manifattura toscana, poltrona intagliata, del 1750-70 ca.

Nelle vetrine prosegue la collezione di arredi liturgici, argenterie ed arredi di legno appartenenti alle chiese del piviere: reliquiari, ostensori, calici, croci, pissidi.[È presente anche un gruppo di oggetti di arredo in legno di noce utilizzati durante la celebrazione della messa in San Piero in Mercato. Il gruppo, in origine collocato nella Chiesa di Orsanmichele a Firenze, comprende una poltrona e tre sgabelli, abbelliti da intagli laccati e dorati tipici delle produzioni toscane del Settecento.

### Sala 3 o "Sala Gialla"

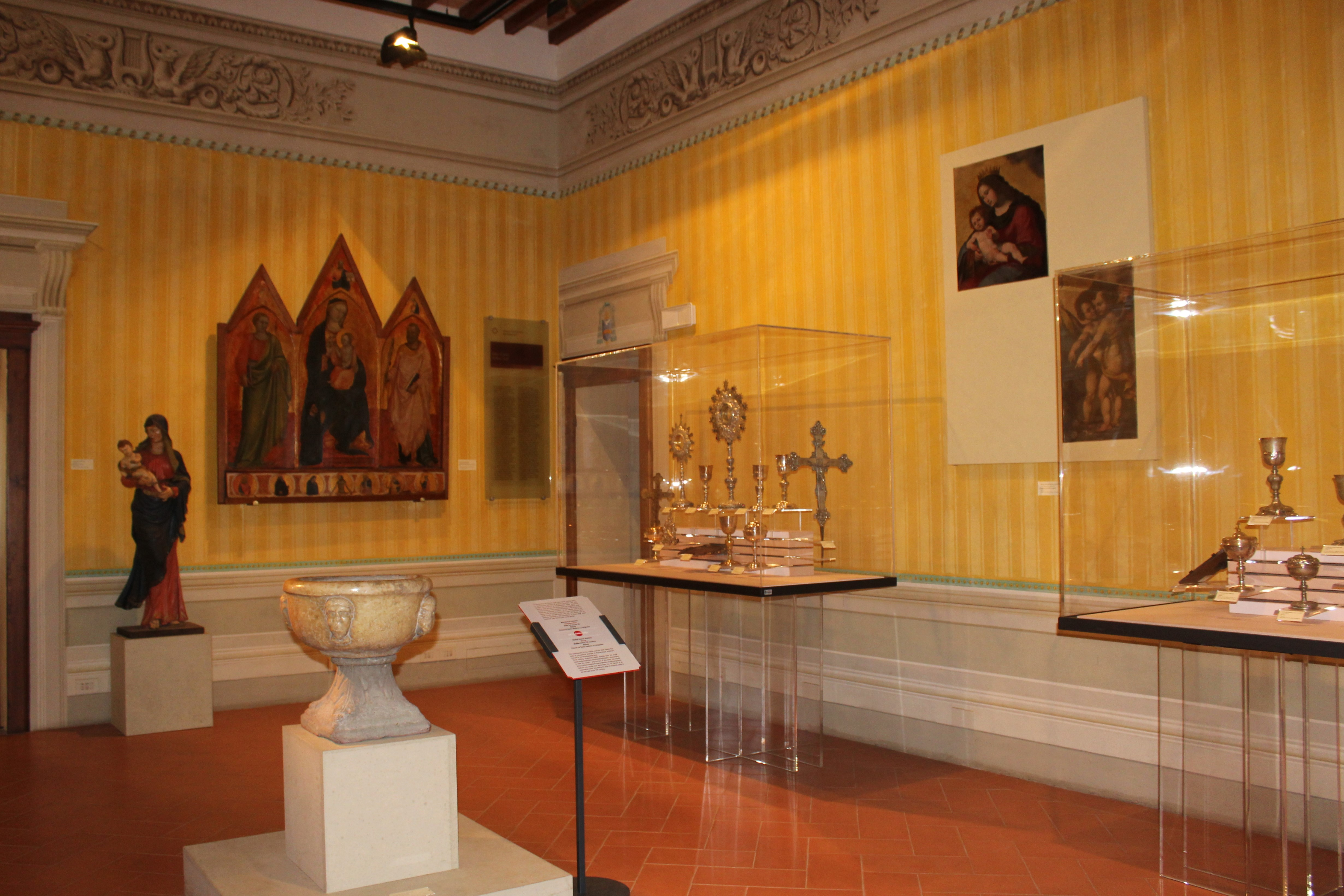
Sala Gialla

La Sala Gialla è così soprannominata a causa della finta tappezzeria che ricopre le pareti. Ospita le opere provenienti dai pivieri di Coeli Aula e di San Pancrazio. Si trova qui l'opera più importante conservata nel museo, la Madonna col Bambino dipinta da Filippo Lippi verso la metà del Quattrocento per la chiesa di Sant'Andrea a Botinaccio.
È altresì presente, al centro della sala, un'acquasantiera in marmo di epoca romanica (metà del XII secolo circa), in precedenza erroneamente scambiata per un fonte battesimale, proveniente dalla chiesa di Santo Stefano a Lucignano. Sul bordo è incisa una scritta in caratteri gotici di cui rimangono alcune sezioni: "HIC LAPIS GESTA[?] UNDAM QUE CRIMINA TEGAT: EGO […] BO". Sulla superficie sono state scolpite in rilievo tre teste d'uomo quasi a tutto tondo, una in posizione frontale e le altre due leggermente ruotate.
Si trova in questa sala un antico badalone di legno, un leggio di grandi dimensioni usato nei cori, sul quale è esposto un graduale stampato a Torino nel 1524, proveniente dalla Chiesa di Santo Stefano a Lucignano. Nelle vetrine sono esposti le argenterie e gli oggetti liturgici provenienti da San Biagio a Poppiano, San Martino a Montagnana, Santo Stefano a Lucignano e Santa Maria a Coeli Aula.

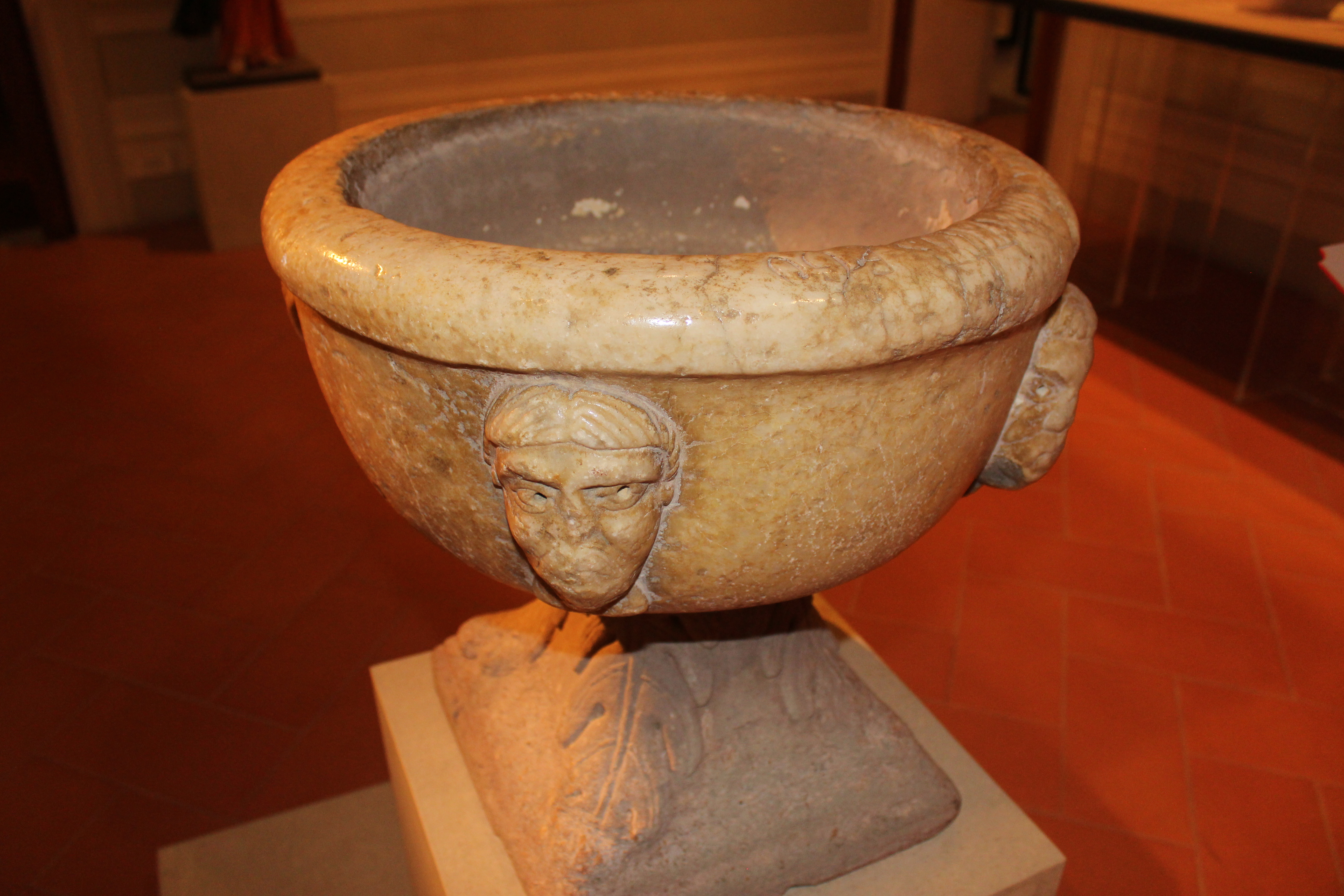
Acquasantiera

I dipinti inclusi in questa sala includono la celebre Madonna col Bambino di Filippo Lippi, proveniente dalla chiesa di Sant'Andrea a Botinaccio (1445 - 1450), oggetto di numerosi studi dopo il suo restauro nel Novecento. Inoltre, sono presenti un trittico con la Vergine col Bambino tra i santi Taddeo e Simone, attribuita a Bicci di Lorenzo, commissionato da Simone di Niccolò da Quaratola (rappresentato nello scomparto centrale), proveniente dalla chiesa di San Michele e databile e al quarto decennio del secolo XV. In sala sono anche gli affreschi staccati di Filippo di Antonio Filippelli che raffigurano la Madonna col Bambino e I santi Antonio abate e Lucia (ultimi decenni del secolo XV).
La pittura del Seicento è rappresentata da una Vergine col Bambino e Angioletti della cerchia di Jacopo Vignali, proveniente dalla chiesa di Santo Stefano a Lucignano e dalla Flagellazione di Cristo di Domenico Pugliani (1642), proveniente dalla chiesa di San Martino a Montagnana.
I principali oggetti di artigianato toscano sono una Madonna col Bambino in legno intagliato e dipinto, proveniente dalla chiesa di San Biagio a Poppiano, secolo XVIII, e uno sportello di ciborio con l'immagine di santo Stefano proveniente dalla chiesa di Santo Stefano a Lucignano, (fine del secolo XVI-inizi del secolo XVII).

### Sala 4 o "Sala dei parati"

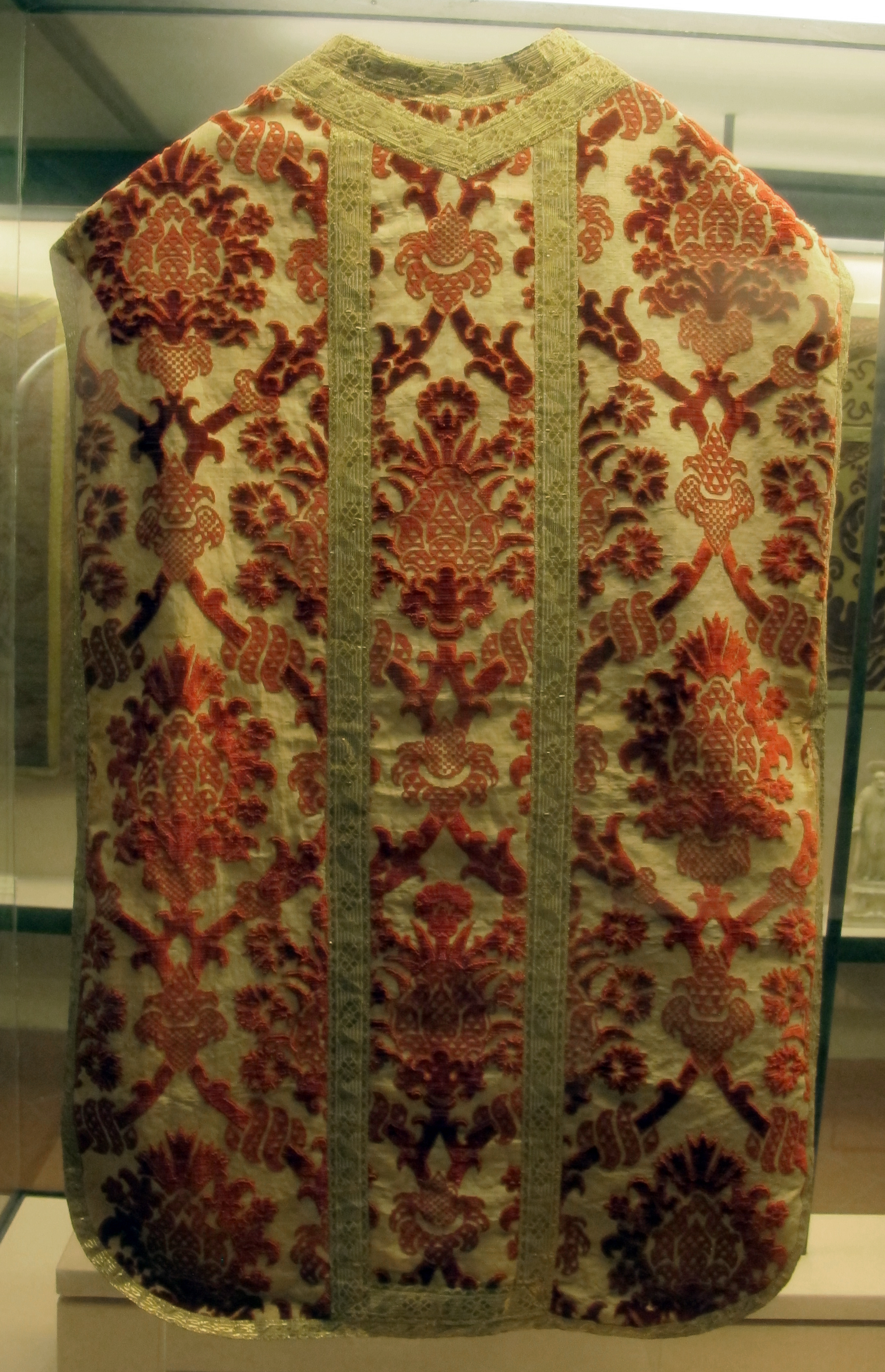
Manifattura toscana, pianeta in velluto cesellato, del 1590-1600 ca., proveniente da San Bartolomeo a Tresanti

La quarta sala è chiamata anche Sala dei parati perché raccoglie i parati ecclesiastici, con pianete, paliotti e fusciacchi databili tra il XVI e il XVIII secolo. Sono qui esposti anche manoscritti manoscritti in pergamena. Nel 2000 è stato aggiunto alla collezione il Rituale per la benedizione del fonte battesimale di San Piero in Mercato, un codice manoscritto del 1456 che descrive la cerimonia inaugurale del fonte battesimale della chiesa: in quegli anni il pievano della chiesa era Francesco Machiavelli, parente di Niccolò Machiavelli, per cui il codice ha una particolare rilevanza storica. Nelle vetrine si trovano anche arredi sacri e reliquiari, come il Busto reliquiario di San Biagio, e una serie di statuette in alabastro, donate alla Confraternita della Misericordia di Montespertoli all'anno della sua fondazione, il 1829. La storia del territorio è inoltre documentata da una collezione di carte poderali con le piante di Uzzano, Le Fonti, Poggio Caroni e via Piana.

### Sala 5 o "Terre degli Uffizi"
La quinta sala dal 2010 ha ospitato parte di un "ripostiglio" di monete fiorentine rinvenuto nel 1943 a Montespertoli, in località Tresanti:  211 monete in argento (metà di quelle ritrovate), coniate all'inizio del XVI secolo, tutte dalla zecca di Firenze tranne tre dello Stato della Chiesa ed una della zecca di Siena. Le monete sono in seguito state spostate nel museo della vite e del vino presso il centro "I lecci"; dal 2021 la sala ospita gli allestimenti nell'ambito del progetto Terre degli Uffizi.

## Le esposizioni temporanee
Il museo di Montespertoli ha ospitato la mostra Seguaci di Giotto in Valdelsa, dal 26 settembre 2021 al 6 gennaio 2022 nella quinta sala. L'allestimento affiancava una Madonna col Bambino di Lippo di Bienivieni datata 1315-1320, proveniente dai depositi degli Uffizi, a un'altra Madonna col Bambino di dimensioni simili, attribuita alla bottega di Lippo di Benivieni e parte della collezione permanente del museo di Montespertoli. Quest'ultima opera si trovava in precedenza nella chiesa di San Lorenzo a Montegufoni; rubata nel 1985 e ritrovata pochi mesi dopo, è stata inserita nelle raccolte del museo fin dalla sua apertura.
Dal 14 maggio 2022 all'8 gennaio 2023 si è tenuta la mostra La predella degli Uffizi salvata al Castello di Montegufoni. La mostra presentava la storia di una predella raffigurante le Storie di San Pietro Martire e Cristo in pietà, realizzata da una bottega fiorentina probabilmente attiva nel 1460-1470. Durante la seconda guerra mondiale, assieme a molte altre opere dei musei fiorentini (tra cui la Maestà di Giotto e la Primavera di Botticelli), la predella era stata trasferita per protezione dalle incursioni aeree nel Castello di Montegufoni, appena fuori da Montespertoli.
La prossima mostra è prevista dal 22 aprile al 29 ottobre 2023, con il titolo di Filippo Lippi in Valdelsa.

## Galleria d'immagini

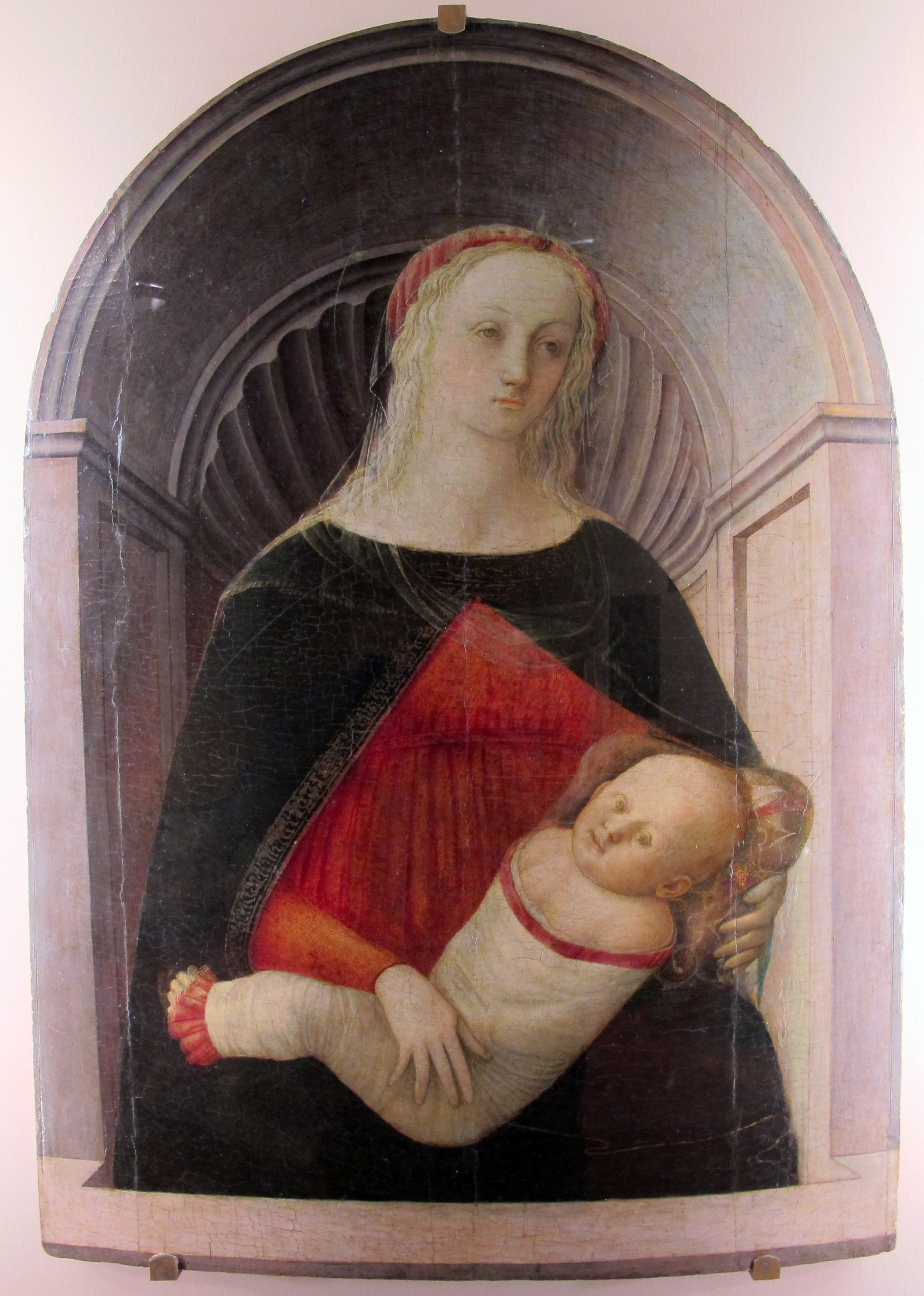
Filippo Lippi, Madonna di Montespertoli, da Sant'Andrea a Botinaccio, del 1445-50 ca.
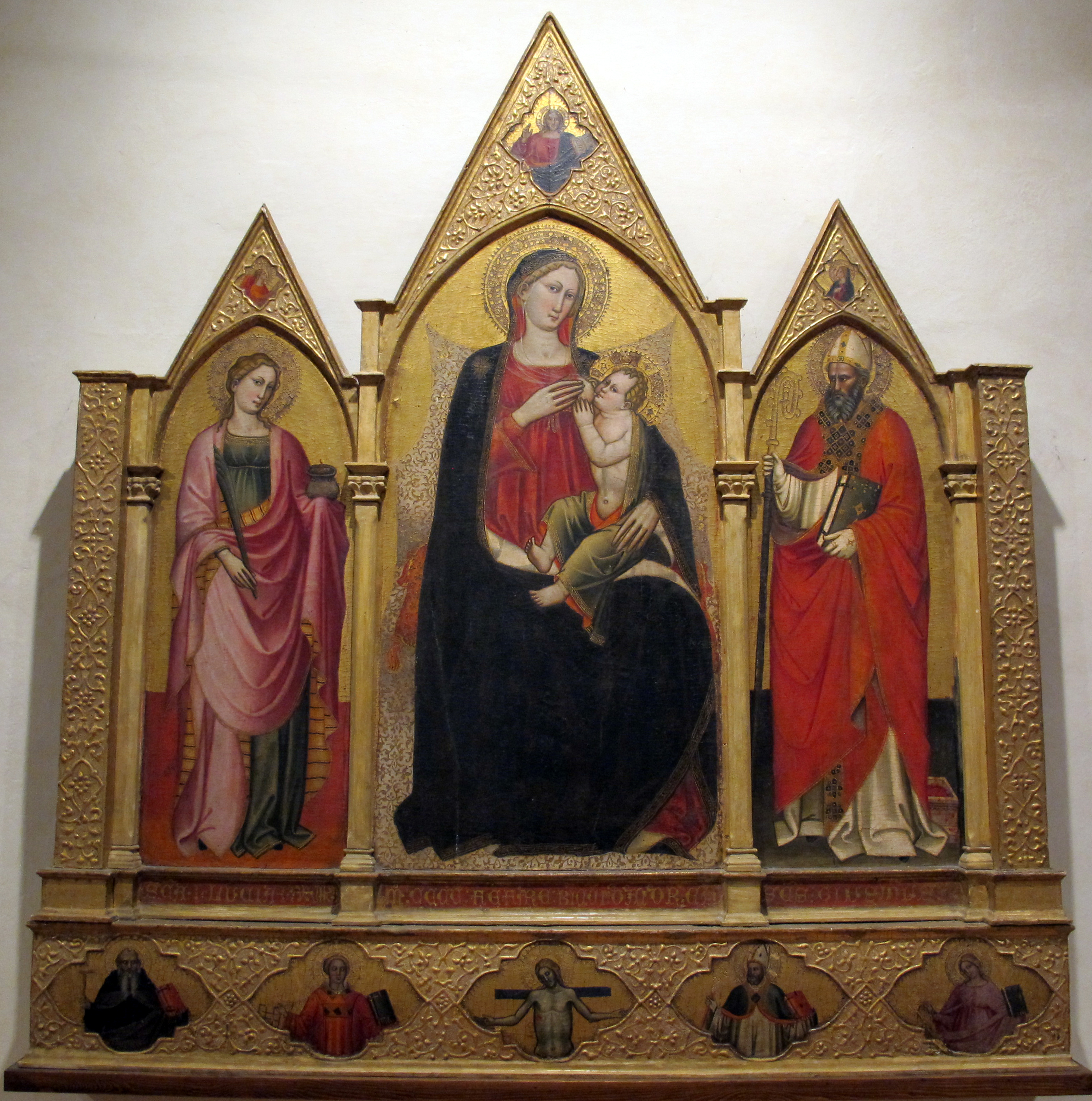
Cenni di Francesco, Madonna col Bambino tra i SS. Lucia e Giusto, 1400
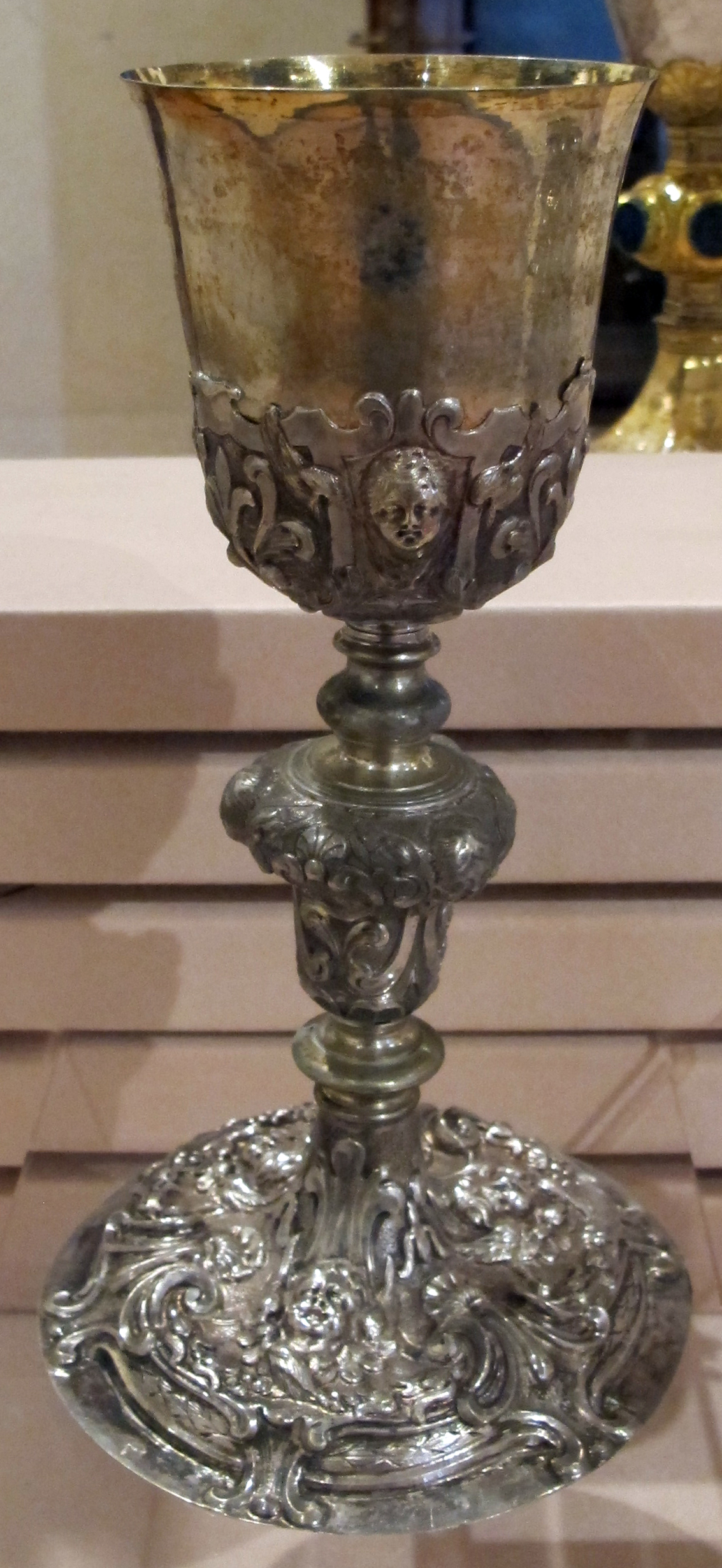
Cosimo Mari, Calice in argento, 1742, proveniente da San Lorenzo a Montegufoni
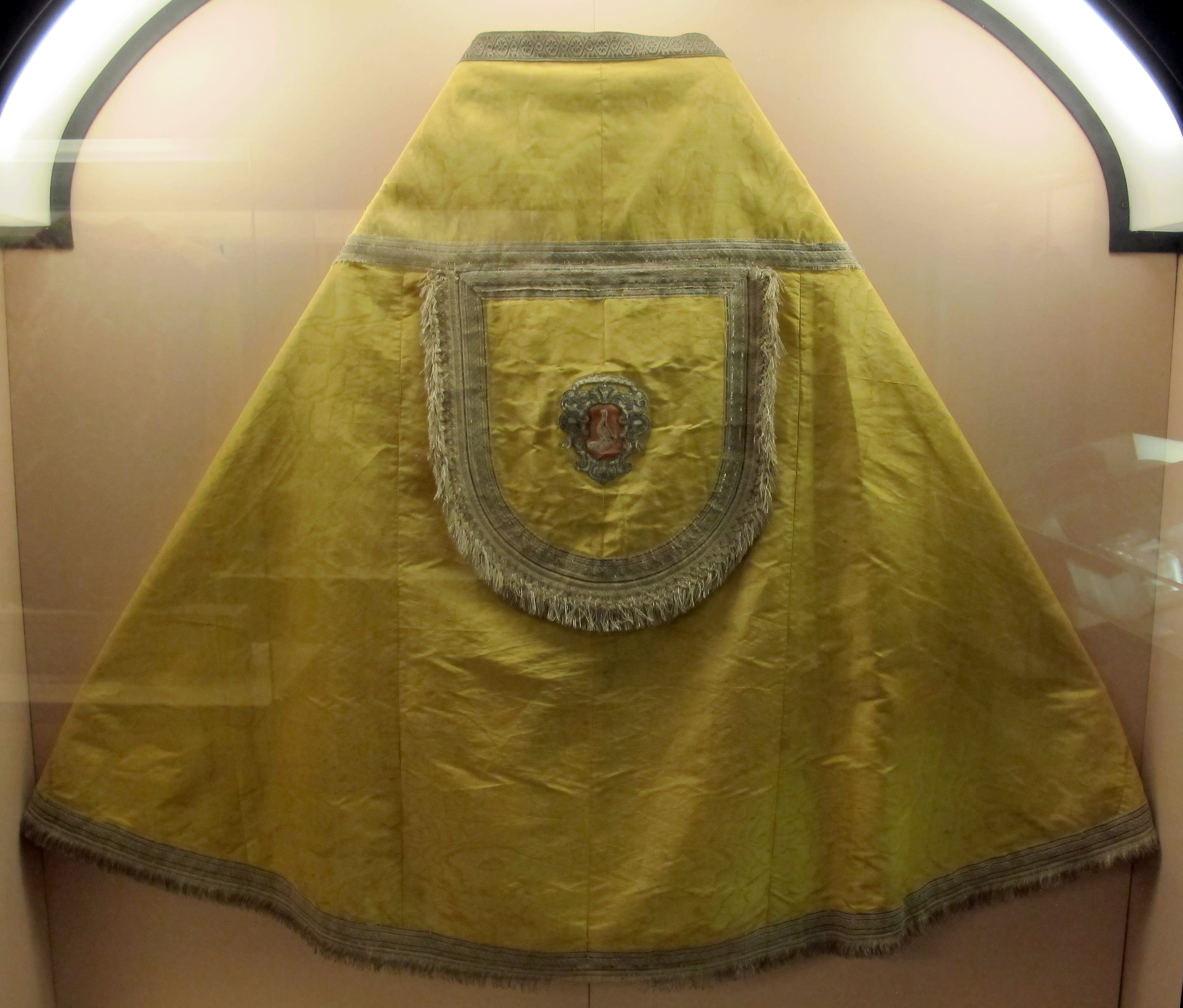
Manifattura toscana, piviale in moiré di seta, del 1750-75 ca., da San Piero in Mercato
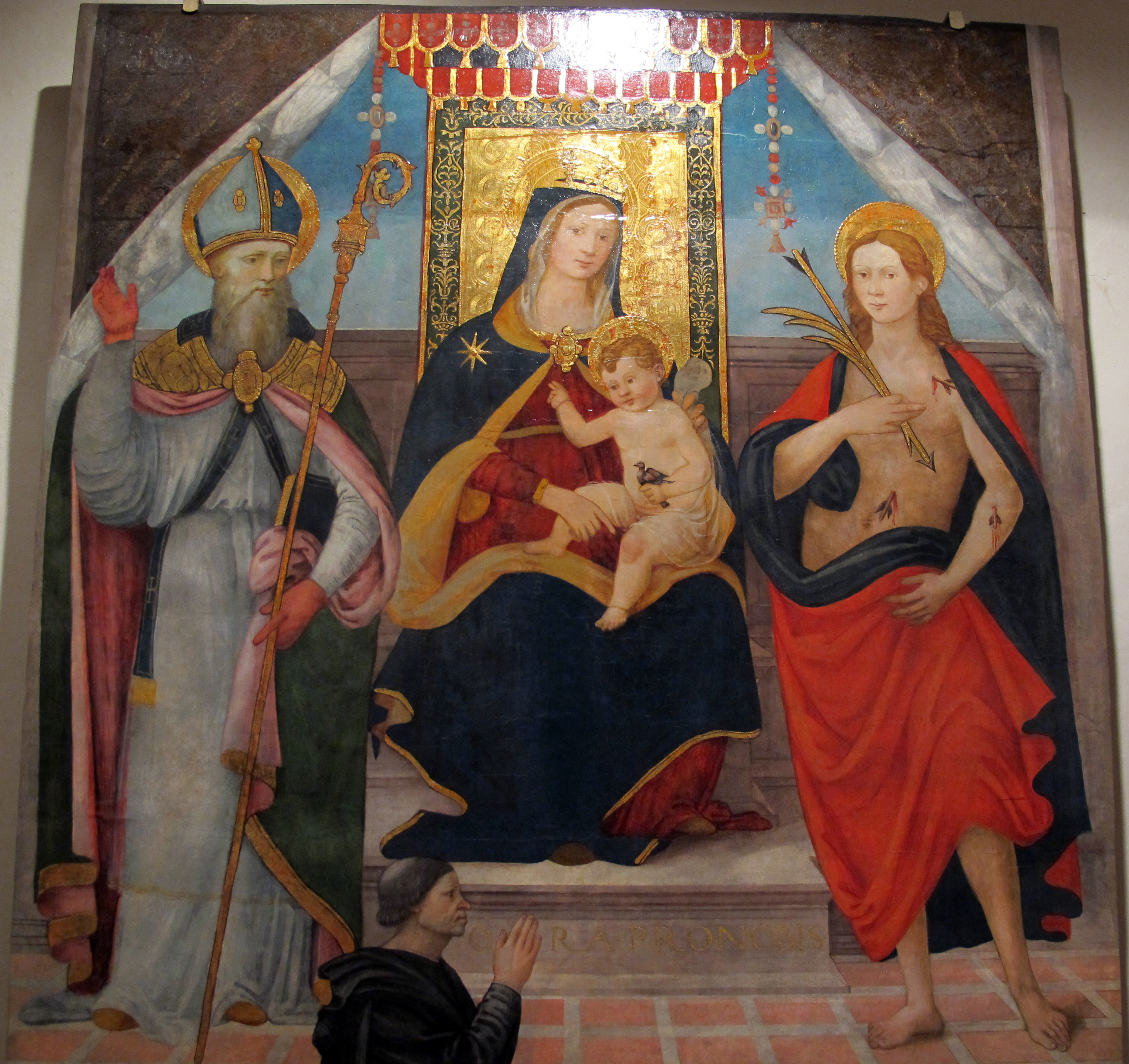
Scuola fiorentina, Madonna col Bambino in trono tra i SS. Martino e Sebastiano, del 1500-1520 ca., proveniente da San Martino a Manzano